# لويغي فونتانا روسو
لويغي فونتانا روسو (بالإيطالية: Luigi Fontana Russo)‏ هو اقتصادي إيطالي، ولد في 15 يناير 1868 في طرابنش في إيطاليا، وتوفي بنفس المكان في 1953.